# Olivares de San Nicolás
30° 49′ 05″ S, 64° 12′ 01″ O
Olivares de San Nicolás é uma comuna do departamento Ischilín da província de Córdoba, na Argentina.
Pelo censo de 2001, é composta por 466 habitantes. Localiza-se a aproximadamente 90 km da cidade de Córdoba.